# Giovanni Antonio Benvenuti
Giovanni Antonio Benvenuti (Belvedere Ostrense, 16 de maio de 1765 - Osimo, 14 de novembro de 1838) foi um cardeal e bispo católico italiano.

## Biografia
Nasceu em 16 de maio de 1765, Belvedere, diocese de Senigaglia. De família nobre. Filho de Giuseppe Benvenuti e Maddalena Tosi. Seu primeiro nome também está listado como Giantonio.
Estudou na Universidade La Sapienza, em Roma, onde obteve o doutorado in utroque iuris, tanto em direito civil quanto em direito canônico, em 28 de novembro de 1793.

### Ministério sacerdotal
Foi ordenado sacerdote em 20 de setembro de 1788. Entrou na Cúria Romana em 1789. Secretário e depois auditor da nunciatura na Polônia. Acompanhou o Núncio Lorenzo Litta a São Petersburgo, Rússia, em 1797; lá ficou sozinho de abril de 1799 até abril de 1809, quando chegou o Núncio Tommaso Arezzo; ele deixou a Rússia em 20 de janeiro de 1804. Abbot commendatariode S. Ginesio di Rocca Contrada, diocese de Senigaglia, antes de 18 de março de 1801. Especialista em assuntos russos na Secretaria de Estado e agente da República de Ragusa. Encarregado de uma missão às tropas anglo-russas estacionadas em Nápoles, novembro-dezembro de 1805. Entrou na prelatura romana como prelado doméstico de Sua Santidade antes de 21 de junho de 1806; e referendário, 26 de junho de 1806. Relator da SC de Bom Governo antes de 13 de setembro de 1806. Na restauração do governo papal em Roma após o fim da ocupação francesa, foi nomeado membro da comissão de propriedades eclesiásticas em setembro 22 de 1814; e relator da Sagrada Consulta em 12 de dezembro de 1814. Nomeado pela Giunta di Statoque governou Roma durante a fuga do Papa Pio VII para Gênova, delegado apostólico em Camerino, antes de 27 de maio de 1815. Com o retorno do cardeal Ercole Consalvi, foi nomeado delegado apostólico em Civitavecchia em 2 de julho de 1815. Delegado apostólico em Ancona em 5 de junho de 1820; foi agregado à nobreza da cidade em 4 de outubro de 1821. Cônego da patriarcal basílica liberiana. Protonotário apostólico. Durante o conclave de 1823, foi delegado extraordinário às quatro legações, de 25 de agosto a 17 de dezembro de 1823; as quatro legações eram Bolonha, incluindo Ferrara e Romagna, Urbino, incluindo The Marche, Perugia, cobrindo a Úmbria, e Velletri, cobrindo o sul do Lácio. Secretário da SC do Bom Governo, 19 de março de 1824. Membro da Congregação para a Economia, 7 de abril de 1824; e da Congregação para o Censo, 7 de agosto de 1824. Legado extraordinário em Frosinone para as províncias de Marittima e Campagna, com plenos poderes para deter a expansão dos bandidos, 2 de julho de 1824. Pró-legado na província de Forlì, 27 de agosto de 1826, após o atentado contra a vida do Cardeal Agostino Rivarola; dirigiu a repressão contra oCarbonário. Secretário da SC do Bom Governo, 19 de março de 1824.

### Cardinalado
Criado cardeal e reservado in pectore no consistório de 2 de outubro de 1826; publicado no consistório de 15 de dezembro de 1828; recebeu o chapéu vermelho em 18 de dezembro de 1828; e o título de Ss. Quirico e Giulitta, 21 de maio de 1829.

### Episcopado
Eleito bispo de Osimo e Cingoli, em 15 de dezembro de 1828. Consagrado, em 25 de janeiro de 1829, na igreja de S. Maria in Campitelli, Roma, pelo Cardeal Bartolomeo Pacca, bispo de Porto e Santa Rufina, pró-datário de Sua Santidade, assistido por Giovanni Giacomo Sinibaldi, arcebispo titular de Damiata e presidente da Pontifícia Academia dos Nobres Eclesiásticos, e por Peter Augustine Baines, OSB, bispo titular de Siga, vigário apostólico do Distrito Oeste da Inglaterra. Participou do conclave de 1829, que elegeu o Papa Pio VIII. Participou do conclave de 1830-1831, que elegeu o Papa Gregório XVI. Legado a Laterepara pacificar a rebelião na Romagna e nas províncias eclesiásticas, 12 de fevereiro de 1831; ele foi preso em Osimo no dia 18 de fevereiro seguinte; e mantido como refém pelo governador provisório de Ancona; negociou em 25 de março uma convenção para a capitulação e salvaguarda dos insurgentes; a convenção não foi reconhecida por Roma; desautorizado oficialmente pelo cardeal secretário de Estado, Tommaso Bernetti, cumpriu sua missão de paz nas Marcas e na Úmbria até 9 de abril; ele se aposentou em Osimo em 10 de abril e nunca mais desempenhou nenhum papel político.

### Morte
14 de novembro de 1838, Osimo. Exposto e enterrado na catedral de Osimo.